# Jelena Nikolić (Fußballspielerin)
Jelena Nikolić (serbisch-kyrillisch Јелена Николић; * 31. Oktober 1991 in Belgrad) ist eine serbische Fußballnationalspielerin.

## Karriere
Nikolić startete ihre Karriere beim ŽFK LASK Crvena Zvezda, der Frauenfußball-Abteilung des serbischen Rekordmeisters Roter Stern Belgrad. Dort rückte sie im Alter von 17 Jahren in der Saison 2008/2009 ins Seniorenteam auf.
Ihren bislang größten Erfolg auf Vereinsebene feierte sie mit der Vize-Meisterschaft der Saison 2011/2012 der Prva Zenska Liga, als ihr Verein ŽFK LASK Crevena Zvezda mit 5 Punkten Rückstand auf Meister ŽFK Spartak Subotica Zweiter wurde. Zudem erreichte sie in dieser Saison das Finale des Pokales, ihr Team unterlag jedoch 2:1 nach Verlängerung gegen ŽFK Spartak Subotica.
Im Sommer 2014 wechselte Nikolić von ŽFK LASK Crevena Zvezda zur österreichischen ÖFB Frauen-Bundesliga-Spielgemeinschaft SK Sturm Graz/FC Stattegg.
Nikolić ist seit ihrem 18. Lebensjahr A-Nationalspielerin für die Serbischen Fußballnationalmannschaft der Frauen. Sie gab ihr A-Länderspieldebüt am 19. September 2009 gegen die Türkische Fußballnationalmannschaft der Frauen in der Qualifikation zur Fußball-Weltmeisterschaft der Frauen 2011 in Deutschland.